# Edward-Szymkowiak-Stadion
Das Edward-Szymkowiak-Stadion (polnisch Stadion im. Edwarda Szymkowiaka, früher Hindenburg-Kampfbahn) ist ein 1929 erbautes Fußballstadion in der südpolnischen Stadt Bytom. Der Verein Polonia Bytom trägt hier seine Spiele aus. Benannt ist das Stadion nach dem ehemaligen Fußball-Nationaltorhüter Edward Szymkowiak (1932–1990), der zwölf Jahre bei Polonia Bytom spielte. In der Nähe des Stadions liegen das Clubhaus, eine Sporthalle und mehrere Trainingsplätze.

## Geschichte
Vor dem Zweiten Weltkrieg, als Bytom (deutsch Beuthen) noch zu Deutschland gehörte, trug die Anlage den Namen Hindenburg-Kampfbahn. Am 16. August 1942 bestritt die deutsche Fußballnationalmannschaft ein Freundschaftsspiel gegen Rumänien. Das Spiel endete mit einem klaren 7:0-Sieg der deutschen Mannschaft und drei Toren von Fritz Walter vor 50.000 Zuschauern. Der Fußballverein Beuthener SuSV 09 trug seine Heimspiele bis 1945 in der Hindenburg-Kampfbahn aus.
In den 1960ern, als Polonia Bytom noch eine Spitzenmannschaft war, konnten ungefähr 60.000 Zuschauer darin Platz finden. So kamen zu einem Spiel des International Football Cup 1964/65 gegen den FC Schalke 04 (6:0) rund 60.000 Zuschauer in das Stadion. Das Stadion war zu dieser Zeit sehr modern und erst einige Jahre alt. Es waren fast nur Stehplätze vorhanden. In den frühen 1980er Jahren geriet Polonia Bytom in eine Finanzkrise, weil Bergwerke im oberschlesischen Kohlerevier, die Polonia finanzierten, schlossen. Es war kein Geld für neue Spieler und für das Stadion vorhanden. Polonia stieg anschließend bis in die dritthöchste polnische Liga ab. Die Spielstätte verfiel immer mehr und der Verein konnte Reparaturen nicht bezahlen. 
Erst 2007, als Polonia wieder in die Ekstraklasa aufstieg und die Anforderungen des Fußballverbandes PZPN erfüllen musste, investierte der Verein in das Stadion. Die Spiele der Hinrunde 2007/08 musste Polonia aber im Stadion von Ruch Chorzów austragen. Die Anlage bekam eine Flutlichtanlage mit einer Leistung von 1840 Lux, die alte Haupttribüne wurde renoviert und unter dem Spielfeld eine Rasenheizung verlegt. 2008 wurde ein Dach über die Tribüne installiert und schützt die Fans vor Schnee oder Regen bei Spielen.
Im Februar 2013 gab der Verein bekannt, die Zuschauerkapazität des Stadions auf 2.304 Plätze zu reduzieren, da er sich finanziell nicht mehr genügend Ordner für die Spiele leisten könne.
Am 31. März 2017 erfolgte durch die Stadt Bytom eine Ausschreibung zur Erneuerung des gesamten Sportkomplexes rund um das Stadion. Das Projekt soll bis zum Jahr 2019 realisiert werden und neben einem Stadion mit drei überdachten Tribünen auch eine Mehrzweck-Sporthalle mit zwei Eisflächen und einem Schwimmbad beinhalten. Die Gesamtkosten werden auf 115 Mio. Złoty geschätzt.